# Stepówka białobrzucha
Stepówka białobrzucha (Pterocles alchata) – gatunek średniego, częściowo wędrownego ptaka z rodziny stepówek (Pteroclidae). Nieregularnie i wyspowo zasiedla Półwysep Iberyjski, południową Francję, północną Afrykę, Bliski Wschód, Azję Środkową i Południową. Nie jest zagrożona, 2 podgatunki.

## Morfologia

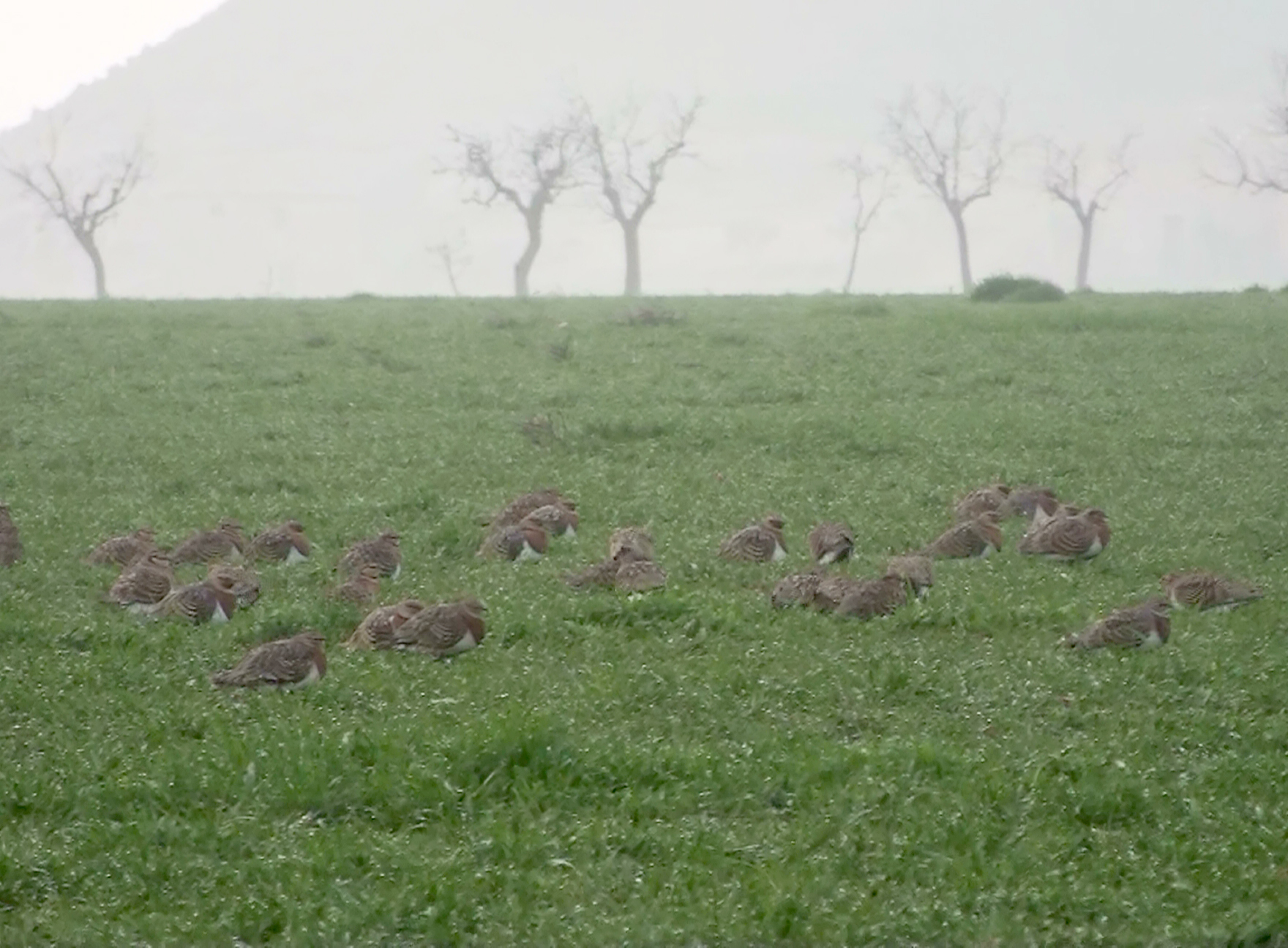
Stado w pobliżu Lleidy, północno-wschodnia Hiszpania

WyglądWystępuje dosyć wyraźny dymorfizm płciowy. Długie, zaostrzone skrzydła. Samiec ma żółtą głowę oraz gardło, nieco zielonkawy kark. Gardło oddzielone od brązowej piersi cienką czarną kreseczką, a pierś tak samo oddzielona od białego spodu ciała. Samica ma brązowy wierzch głowy w delikatne, czarne i gęste prążki, żółtą pierś, a pod gardłem ograniczoną z obu stron czarnymi paseczkami półobrożę. W przeciwieństwie do samca jej skrzydła są takie jak głowa, ale z mniej gęstymi paskami; u samca są zielonkawe. Ponadto samica ma krótsze wydłużone środkowe sterówki w ogonie. Poza tym obie płcie takie same. Reszta wierzchu ciała, łącznie z ogonem prążkowana. Nogi opierzone aż do szarych stóp. Dziób również szary.
Wymiary
- długość ciała: 31–39 cm
- rozpiętość skrzydeł: 54–65 cm
- masa ciała: samce 250–408 g, samice 207–370 g

## Ekologia i zachowanie

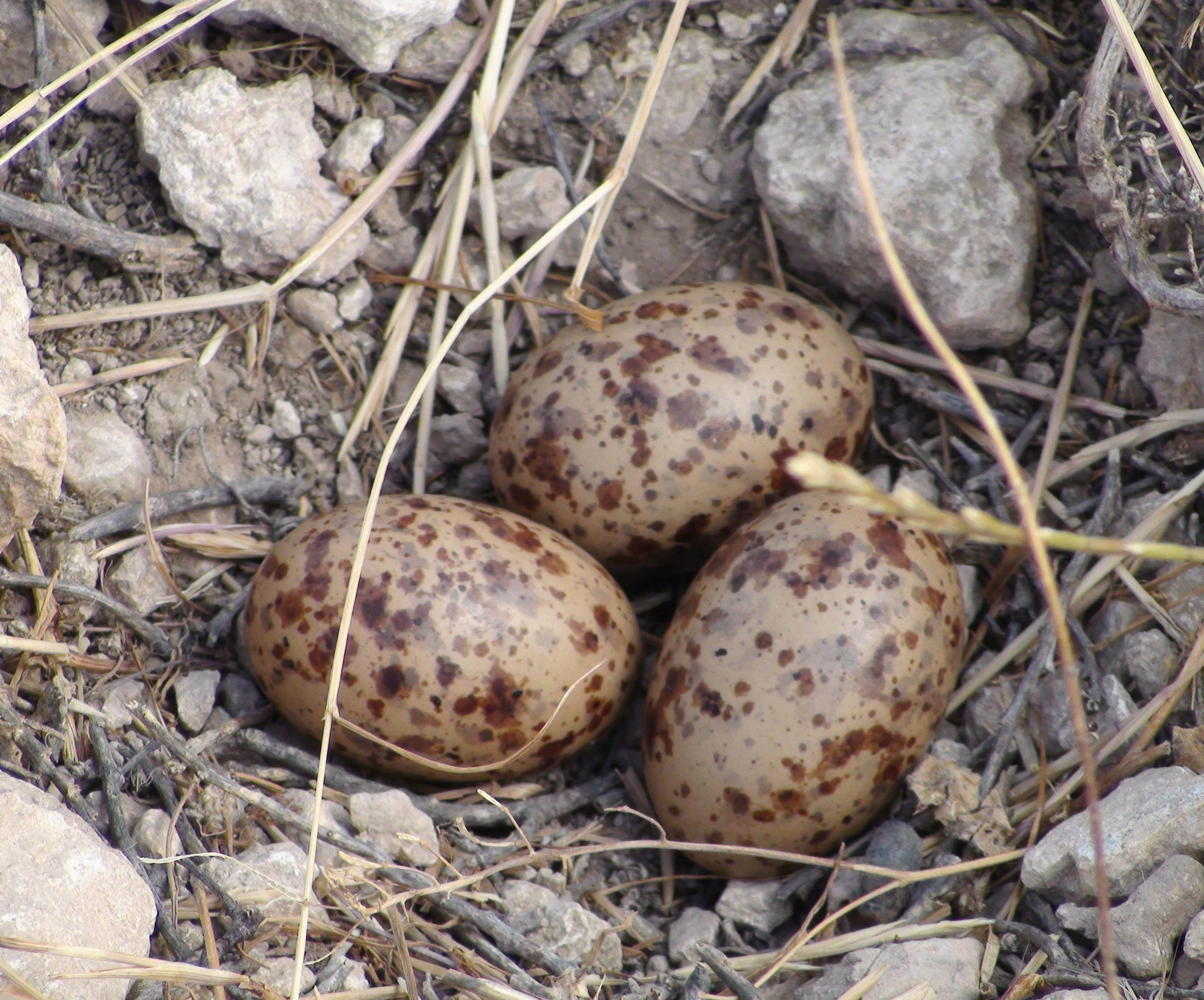
Jaja w gnieździe w pobliżu miasta Fraga, północno-wschodnia Hiszpania

BiotopCiepłe, suche i bezdrzewne stepy, suche błotne równiny, wyschnięte koryta rzek oraz grunty orne.
Głos, zachowanieZazwyczaj w locie donośne „katta katta” lub „ketarr ketarr”. Jest skrytym ptakiem, w zimie często spotykana w dużych stadach. Lata szybko i po linii prostej.
LęgiGniazdo to zagłębienie w ziemi. Składa 3 pokryte wzorami kremowe jaja inkubowane przez około 3 tygodnie przez oboje rodziców.

## Podgatunki i zasięg występowania
Wyróżnia się dwa podgatunki P. alchata:
- P. a. alchata (Linnaeus, 1766) – Półwysep Iberyjski i południowo-wschodnia Francja.
- P. a. caudacutus (S. G. Gmelin, 1774) – północno-zachodnia Afryka (od Maroka na wschód po północną Libię), południowo-wschodnia Turcja i Bliski Wschód na wschód przez Irak i Iran do Uzbekistanu i południowego Kazachstanu; część populacji azjatyckich zimą przenosi się bardziej na południe – po środkowy Półwysep Arabski, Pakistan i północno-zachodnie Indie.

## Status
IUCN uznaje stepówkę białobrzuchą za gatunek najmniejszej troski (LC, Least Concern) nieprzerwanie od 1988 roku. Liczebność światowej populacji, wstępnie obliczona w oparciu o dane BirdLife International dla Europy z 2015 roku, mieści się w przedziale 170–250 tysięcy dorosłych osobników. Globalny trend liczebności uznawany jest za stabilny, choć poszczególne populacje mogą wykazywać różne trendy.